# ドゥラエレーデ
ドゥラエレーデ（欧字名:Dura Erede、2020年1月29日 - ）は、日本の競走馬。2022年のホープフルステークスの勝ち馬である。
馬名の意味は、父名より＋最高の後継者（イタリア語）。

## 戦績

### デビュー前
2020年1月29日、北海道勇払郡安平町のノーザンファームで出生。祖母にアルゼンチンでGI3勝を挙げたマルペンサ、伯父に菊花賞と有馬記念を勝ったサトノダイヤモンドがいる良血で、2021年のセレクトセール1歳セールに上場されると、Charles-de-Gaulleに1億円（税別）で落札された。

### 2歳（2022年）
6月26日、阪神競馬場の第5レース芝1800m戦でデビュー。鞍上に北村友一を迎え単勝2.0倍の1番人気に支持されるも、5着に終わる。（このレースの6着に後の全日本2歳優駿覇者・デルマソトガケがいる）
次は8月6日札幌競馬場芝1800mに出走。道中は逃げをうち上がり3ハロン35秒で駆けたが、後の札幌2歳ステークス勝ち馬・ドゥーラに差し切られ2着に終わった。
その後中1週で札幌競馬場ダート1700m戦に池添謙一騎手で出走し、初勝利を挙げた。
その後約3ヶ月の放牧を経て、11月19日のGII東京スポーツ杯2歳ステークスにライアン・ムーア騎手で挑戦。道中は他1頭と共に逃げ気味に先行し、道中では一時先頭に立った。最後の直線ではガストリックら差し馬勢に先着を許し4着に敗れたものの、他の先行勢が崩れた中で唯一掲示板に載る健闘を見せた。

#### ホープフルステークス
そして12月28日、中山競馬場で行われるGIホープフルステークスに新たな鞍上に短期免許で来日中のドイツのリーディングジョッキー、バウイルザン・ムルザバエフ騎手を迎えて出走した。
直前のオッズでは勝利レースがダート戦しかないことや、前走で先着された馬たちと比べて末脚の切れに欠けると見られたからか、全18頭中単勝オッズ90.6倍の14番人気に甘んじた。
レースは伏兵トップナイフが先手を奪い、道中は本馬のペースで走ることを優先し、2番手で折り合いをつけ前半1000mを1分1秒5とスローペースで通過した。残り600m過ぎからペースが上がるも2頭が悠々と先頭を通過し、最後の直線ではトップナイフとの壮絶な叩き合いを展開し、2頭並んだところでゴールとなる大接戦となった。
写真判定の末、ほんの数センチでトップナイフよりも前に出ていたため優勝となった。これにより、鞍上のB.ムルザバエフ騎手はJRA・GI初優勝、調教師の池添学もGI・JpnI級競走初勝利となった。なお、3着には6番人気のキングズレインが入り、3連単の払い戻しは246万6010円の高額配当となった。父・母父がともにクラシック二冠以上という配合の馬によるGⅠ制覇は史上初となる。

### 3歳（2023年）
3歳初戦として3月25日のUAEダービーに出走することとなった。レースでは同じく日本馬のデルマソトガケの後ろにつき、追走するが直線で突き放され2着に敗れる。
UAEダービー後、陣営は東京優駿に出走することを決定。最終追い切りでは坂路を単走で登板して、4ハロン54秒5－11秒6を記録した。この追い切りを見守った池添調教師は「1週前にしっかりとやっているので、今週はオーバーワークを避けて（4ハロン）54秒の指示。ラスト300メートルで手綱を緩めて人間が加速についていく感じだったが、すごい時計だった。馬自身、体が減るでもなく、張りが出ている。自分のリズムで走れたら、距離もこなせると思う」とコメントした。
東京優駿では8枠17番で出走するも、スタート直後に躓いて、騎手の坂井瑠星を振り落として落馬、競走中止となった。レース後、人馬ともに異状なしと発表された。本競走の落馬による競走中止は1993年南井克巳騎乗のマルチマックス以来30年ぶりのことである。続いて宝塚記念にも出走、幸英明騎手を鞍上に迎えたが、10着に終わり、夏は休養に入って朝日杯セントライト記念に登録。日本ダービー以来の坂井瑠星騎手と再コンビを組んだが、8着に終わった。いったん放牧し、今度はチャンピオンズカップに登録。当初はライアン・ムーア騎手との再コンビの予定だったが、直前で同騎手が落馬競走中止し負傷したため、再度短期免許を取得したB.ムルザバエフ騎手とホープフルステークス以来のコンビを組むことが決まった。レースは9番人気ながらも大外枠から発走したレモンポップと前をつける形で進めていったが、ゴール直前に大外から12番人気のウィルソンテソーロの強襲にあいながらもトップのレモンポップと0秒3差の3着に踏みとどまった。このため3連単は190万馬券となったが、レース後にB.ムルザバエフ騎手は「追い切りで気性的な成長を感じていた。最後まで素晴らしいメンバー相手に一生懸命ファイトしてくれた。これなら来年サウジ、ドバイに挑戦していい。まだ3歳。未来はいっぱいあるんだから。」と語っていた。続いて12月29日の大井競馬場で開催された東京大賞典にも出走し、チャンピオンズカップと同じ3着に好走した。

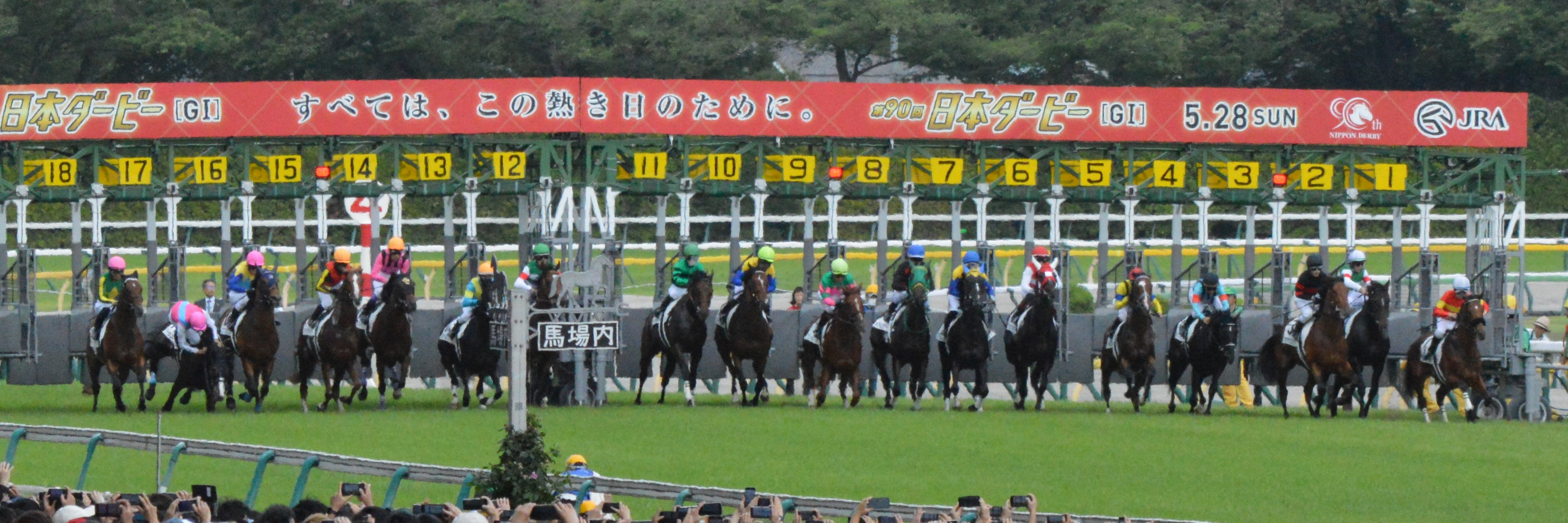
落馬する坂井（左から2頭目・ピンク帽）

## 競走成績
以下の内容は、netkeiba.com、JBISサーチ、エミレーツ競馬協会およびTotal Performance Dataの情報に基づく。
| 競走日     | 競馬場   | 競走名           | 格   | 距離（馬場）  | 頭 数 | 枠 番 | 馬 番 | オッズ （人気） | 着順 | タイム （上り3F） | 着差  | 騎手            | 斤量 [kg] | 1着馬（2着馬）     | 馬体重 [kg] |
| ---------- | -------- | ---------------- | ---- | ------------- | ----- | ----- | ----- | --------------- | ---- | ----------------- | ----- | --------------- | --------- | ------------------ | ----------- |
| 2022.06.26 | 阪神     | 2歳新馬          |      | 芝1800m（良） | 12    | 5     | 5     | 002.00（1人）   | 05着 | R1:50.9（35.0）   | -0.7  | 0北村友一       | 54        | カルロヴェローチェ | 510         |
| 0000.08.06 | 札幌     | 2歳未勝利        |      | 芝1800m（良） | 10    | 1     | 1     | 002.50（2人）   | 02着 | R1:49.4（35.0）   | -0.3  | 0横山和生       | 54        | ドゥーラ           | 506         |
| 0000.08.20 | 札幌     | 2歳未勝利        |      | ダ1700m（稍） | 12    | 6     | 7     | 001.50（1人）   | 01着 | R1:46.6（37.8）   | -0.1  | 0池添謙一       | 54        | （シゲルカミカゼ） | 508         |
| 0000.11.19 | 東京     | 東スポ杯2歳S     | GII  | 芝1800m（良） | 11    | 6     | 7     | 020.10（6人）   | 04着 | R1:46.0（35.0）   | -0.2  | 0R.ムーア       | 55        | ガストリック       | 504         |
| 0000.12.28 | 中山     | ホープフルS      | GI   | 芝2000m（良） | 18    | 6     | 11    | 090.6（14人）   | 01着 | R2:01.5（35.0）   | -0.0  | 0B.ムルザバエフ | 55        | （トップナイフ）   | 508         |
| 2023.03.25 | メイダン | UAEダービー      | G2   | ダ1900m（Fs） | 13    | 8     | 6     | 017.00（7人）   | 02着 | R1:56.81（38.28） | -1.00 | 0C.デムーロ     | 55        | Derma Sotogake     | 計不        |
| 0000.05.28 | 東京     | 東京優駿         | GI   | 芝2400m（良） | 18    | 8     | 17    | 044.30（8人）   |      | 競走中止          |       | 0坂井瑠星       | 57        | タスティエーラ     | 512         |
| 0000.06.25 | 阪神     | 宝塚記念         | GI   | 芝2200m（良） | 17    | 8     | 17    | 030.20（7人）   | 10着 | R2:12.3（36.5）   | -1.1  | 0幸英明         | 53        | イクイノックス     | 506         |
| 0000.09.18 | 中山     | セントライト記念 | GII  | 芝2200m（良） | 15    | 3     | 5     | 015.30（5人）   | 08着 | R2:12.5（35.5）   | -1.1  | 0坂井瑠星       | 56        | レーベンスティール | 524         |
| 0000.12.03 | 中京     | チャンピオンズC  | GI   | ダ1800m（良） | 15    | 3     | 5     | 031.20（9人）   | 03着 | R1:50.9（37.5）   | -0.3  | 0B.ムルザバエフ | 57        | レモンポップ       | 510         |
| 0000.12.29 | 大井     | 東京大賞典       | GI   | ダ2000m（良） | 9     | 6     | 6     | 011.90（4人）   | 03着 | R2:07.9（37.8）   | -0.2  | 0B.ムルザバエフ | 56        | ウシュバテソーロ   | 510         |
| 2024.02.18 | 東京     | フェブラリーS    | GI   | ダ1600m（良） | 16    | 2     | 4     | 005.50（3人）   | 12着 | R1:36.8（38.5）   | -1.1  | 0B.ムルザバエフ | 58        | ペプチドナイル     | 514         |
| 0000.03.30 | メイダン | ドバイワールドC  | G1   | ダ2000m（良） | 12    |       | 5     |                 | 05着 | R2:04.7           | -2.4  | 0B.ムルザバエフ | 57        | Laurel River       | 計不        |
| 0000.08.04 | 札幌     | エルムS          | GIII | ダ1700m（稍） | 14    | 6     | 10    | 003.40（1人）   | 02着 | R1:44.1（37.0）   | -0.1  | 0武豊           | 57        | ペイシャエス       | 522         |
| 0000.08.18 | 札幌     | 札幌記念         | GII  | 芝2000m（良） | 12    | 1     | 1     | 020.00（6人）   | 10着 | R2:01.0（35.4）   | -1.4  | 0藤岡佑介       | 58        | ノースブリッジ     | 524         |
| 0000.11.03 | 京都     | みやこS          | GIII | ダ1800m（重） | 15    | 2     | 3     | 006.10（2人）   | 11着 | R1:51.9（39.2）   | -2.2  | 0北村友一       | 57        | サンライズジパング | 518         |
| 0000.12.01 | 中京     | チャンピオンズC  | GI   | ダ1800m（良） | 16    | 3     | 6     | 042.60（9人）   | 03着 | R1:50.4（36.4）   | -0.3  | 0R.ムーア       | 58        | レモンポップ       | 512         |
| 2025.01.26 | 中京     | プロキオンS      | GII  | ダ1800m（良） | 16    | 2     | 3     | 004.70（3人）   | 03着 | R1:50.7（36.9）   | -0.1  | 0川田将雅       | 57        | サンデーファンデー | 516         |
| 0000.02.23 | 東京     | フェブラリーS    | GI   | ダ1600m（良） | 16    | 4     | 8     | 029.40（7人）   | 11着 | R1:37.1（37.0）   | -1.6  | 0横山和生       | 58        | コスタノヴァ       | 514         |
| 0000.08.09 | 札幌     | エルムS          | GIII | ダ1700m（稍） | 14    | 3     | 3     | 007.00（2人）   | 07着 | R1:44.7（37.4）   | -1.2  | 0松山弘平       | 57        | ペリエール         | 524         |

- 海外の競走の「枠番」欄にはゲート番を記載
- 海外のオッズ・人気はRacing Postのもの（日本式のオッズ表記とした）
- 競走成績は2025年8月9日現在

## 血統表
| ドゥラエレーデの血統      | ドゥラエレーデの血統                                     | ドゥラエレーデの血統                                     | （血統表の出典）                                         | （血統表の出典）    |
| 父系                      | キングマンボ系（ミスタープロスペクター系）               | キングマンボ系（ミスタープロスペクター系）               | キングマンボ系（ミスタープロスペクター系）               | [ § 2 ]             |
| 父 ドゥラメンテ 2012 鹿毛 | 父の父キングカメハメハ 2001 鹿毛                         | Kingmambo                                                | Mr. Prospector                                           | Mr. Prospector      |
| 父 ドゥラメンテ 2012 鹿毛 | 父の父キングカメハメハ 2001 鹿毛                         | Kingmambo                                                | Miesque                                                  |                     |
| 父 ドゥラメンテ 2012 鹿毛 | 父の父キングカメハメハ 2001 鹿毛                         | *マンファス                                              | *ラストタイクーン                                        | *ラストタイクーン   |
| 父 ドゥラメンテ 2012 鹿毛 | 父の父キングカメハメハ 2001 鹿毛                         | *マンファス                                              | Pilot Bird                                               |                     |
| 父 ドゥラメンテ 2012 鹿毛 | 父の母アドマイヤグルーヴ 2000 鹿毛                       | *サンデーサイレンス                                      | Halo                                                     | Halo                |
| 父 ドゥラメンテ 2012 鹿毛 | 父の母アドマイヤグルーヴ 2000 鹿毛                       | *サンデーサイレンス                                      | Wishing Well                                             |                     |
| 父 ドゥラメンテ 2012 鹿毛 | 父の母アドマイヤグルーヴ 2000 鹿毛                       | エアグルーヴ                                             | *トニービン                                              | *トニービン         |
| 父 ドゥラメンテ 2012 鹿毛 | 父の母アドマイヤグルーヴ 2000 鹿毛                       | エアグルーヴ                                             | ダイナカール                                             |                     |
| 母 マルケッサ 2015 鹿毛   | 母の父オルフェーヴル 2008 栗毛                           | ステイゴールド                                           | *サンデーサイレンス                                      | *サンデーサイレンス |
| 母 マルケッサ 2015 鹿毛   | 母の父オルフェーヴル 2008 栗毛                           | ステイゴールド                                           | ゴールデンサッシュ                                       |                     |
| 母 マルケッサ 2015 鹿毛   | 母の父オルフェーヴル 2008 栗毛                           | オリエンタルアート                                       | メジロマックイーン                                       | メジロマックイーン  |
| 母 マルケッサ 2015 鹿毛   | 母の父オルフェーヴル 2008 栗毛                           | オリエンタルアート                                       | エレクトロアート                                         |                     |
| 母 マルケッサ 2015 鹿毛   | 母の母*マルペンサ 2006 鹿毛                              | Orpen                                                    | Lure                                                     | Lure                |
| 母 マルケッサ 2015 鹿毛   | 母の母*マルペンサ 2006 鹿毛                              | Orpen                                                    | Bonita Francita                                          |                     |
| 母 マルケッサ 2015 鹿毛   | 母の母*マルペンサ 2006 鹿毛                              | Marsella                                                 | *サザンヘイロー                                          | *サザンヘイロー     |
| 母 マルケッサ 2015 鹿毛   | 母の母*マルペンサ 2006 鹿毛                              | Marsella                                                 | Riviere                                                  |                     |
| 母系(F-No.)               | (FN:1-w)                                                 | (FN:1-w)                                                 | (FN:1-w)                                                 | [ § 3 ]             |
| 5代内の近親交配           | サンデーサイレンス 3×4、Halo 4×5･5、ノーザンテースト 5×5 | サンデーサイレンス 3×4、Halo 4×5･5、ノーザンテースト 5×5 | サンデーサイレンス 3×4、Halo 4×5･5、ノーザンテースト 5×5 | [ § 4 ]             |
| 出典                      | 1. 2. 3. 4.                                              | 1. 2. 3. 4.                                              | 1. 2. 3. 4.                                              | 1. 2. 3. 4.         |

- 母マルケッサの半兄に2016年の菊花賞、有馬記念を制したサトノダイヤモンド（父:ディープインパクト）がいる。
- 祖母マルペンサはアルゼンチンでGI3勝の実績がある。